# روبين كابا
روبين كابا (بالإسبانية: Rubén Caba)‏ هو كاتب إسباني، ولد في 1935.